# Rio Cugir
O Rio Cugir é um rio da Romênia, afluente do Mureş, localizado no distrito de Alba.